# Fernán Pérez de Castro
D. Fernán Pérez de Castro ou Fernão Perez de Castro (1210 -?) foi um nobre espanhol, Senhor do Castelo de Fornelos, localizado na paróquia de San Pedro, no concelho pontevedrino de Crescente, no cume de uma colina à beira do rio Ribadil, próximo à fronteira com Portugal e frente à praça-forte de Melgaço, e também bastante próximo da barragem de Frieira, na Comunidade Autónoma da Galiza (Espanha).
O Castelo de Fornelos foi doado pelo rei Sancho I de Portugal a Fernán Pérez de Castro e a sua esposa D. Aldonza Vázquez de Fornelos de forma a que estes contribuissem para o seu povoamento. Este acontecimento esteve na origem da fundação da Casa de Fornelos de que D. Fernán e sua esposa D. Aldonza foram os fundadores.

## Relações familiares
Foi filho de Pedro Fernandez de Castro (1170 -?) “o Castelhano” e de uma senhora cujo nome a história não regista. Casou com Aldonza Vázquez de Fornelos de quem teve:
1. João Fernandes de Castro (1230 -?) casou com Maria Dade (c. 1230 -?),
2. Guiomar Fernandes de Castro (1240 -?) casou com Sancho de Velasco (1240 + Gibraltar 1315), 1º senhor de Medina de Pomar, filho de Diego Sanchez de Velasco.